# George M. Cohan
George Michael Cohan, känd som George M. Cohan, född 3 juli (men använde sig av 4 juli som officiellt födelsedatum) 1878 i Providence, Rhode Island, död 5 november 1942 i New York i New York, var en amerikansk vaudeville-artist, författare, kompositör, låtskrivare, skådespelare, sångare, dansare och producent av irländsk härkomst. Han anses vara en av pionjärerna inom den amerikanska musikteatern.
Cohan började sin karriär som barn och uppträdde med sina föräldrar och sin syster i ett vaudeville-nummer som kallades "The Four Cohans". Med början från Little Johnny Jones 1904, skrev, komponerade, producerade och medverkade han i mer än tre dussin Broadwaymusikaler. Cohan publicerade över 300 låtar under sin livstid, inklusive standarderna "Over There", "Give My Regards to Broadway", "The Yankee Doodle Boy" och "You're a Grand Old Flag". Som kompositör var han en av de första medlemmarna i American Society of Composers, Authors, and Publishers (ASCAP). 
Känd under decenniet före första världskriget som "the man who owned Broadway", anses han vara den amerikanska musikalens fader. Hans liv och musik skildrades i den Oscarvinnande filmen Yankee Doodle Dandy (1942), där han gestaltas av James Cagney samt i Broadwaymusikalen George M! från 1968. George M. Cohan står staty vid Times Square i New York, för att hedra hans bidrag till den amerikanska musikteatern.

## Filmografi i urval

### Filmmusik (filmer som haft svensk premiär)
- "Give My Regards to Broadway" i filmen Yankee Doodle Dandy (1942) (text och musik)
- "Over There" i filmen Stiliga Augusta (1946) (text och musik)
- "Yankee Doodle Boy" i filmerna Millionärernas paradis (1929), Yankee Doodle Dandy (1942) och Stiliga Augusta (1946)

### Roller
- Broadway Jones (1917)
- Seven Keys to Baldpate (1917)
- Hit-The-Trail Holliday (1918)
- The Phantom President (1932)
- Gambling (1934)